# Anaspis angustata
Anaspis angustata là một loài bọ cánh cứng trong họ Scraptiidae. Loài này được Ermisch miêu tả khoa học năm 1950.